# Zilog Z280

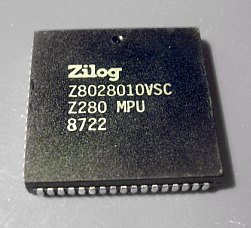
Lo Z280 in package PLCC

Lo Z280, introdotto nel luglio del 1987, è un microprocessore a 16 bit prodotto dalla Zilog come evoluzione della architettura dello Zilog Z80. Adotta la tecnologia produttiva CMOS e deriva dallo Z800.
Sia lo Z280 che lo Z800 non ebbero commercialmente successo.
Il processore adotta una memory management unit (MMU) capace di indirizzare 16 MB di memoria. Supporta inoltre il multitasking, le configurazioni multiprocessore ed i coprocessori matematici, integra una memoria cache da 256 byte e presenta un considerevole numero di istruzioni e di modi di indirizzamento nuovi (portando il totale a circa 2.000).
È dotato di un segnale di clock interno con frequenza pari a 1, 2 o 4 volte quella del clock esterno (ad esempio la CPU opera a 16 MHz mentre il bus a 4 MHz).
Successivamente furono prodotte altre evoluzioni della architettura dello Zilog Z80 che ebbero un maggiore successo come i processori Hitachi HD64180 e lo Zilog eZ80.